# Przyszłość ludzkości
Przyszłość ludzkości. Podbój Marsa, podróże międzygwiezdne, nieśmiertelność i nasze miejsce poza Ziemią (ang. The Future of Humanity: Terraforming Mars, Interstellar Travel, Immortality, and Our Destiny Beyond Earth) – książka popularnonaukowa amerykańskiego futurysty i fizyka Michio Kaku. Pierwotnie została opublikowana w 2018 przez Doubleday. Znajdowała się na liście bestsellerów dziennika „The New York Times” przez cztery tygodnie. W Polsce ukazała się również w 2018 nakładem Prószyński i s-ka w tłumaczeniu Ewy Łokas oraz Bogumiła Bienioka.